# HD 44780
HD 44780 är en dubbelstjärna belägen i den mellersta delen av stjärnbilden Tvillingarna 3° norr om My Geminorum. Den har en kombinerad skenbar magnitud av ca 6,35 och är mycket svagt synlig för blotta ögat där ljusföroreningar ej förekommer. Baserat på parallax enligt Gaia Data Release 2 på ca 3,4 mas, beräknas den befinna sig på ett avstånd på ca 960 ljusår (ca 294 parsek) från solen. Den rör sig bort från solen med en heliocentrisk radialhastighet på ca +17 km/s.

## Egenskaper
Primärstjärnan HD 44780 A är en orange till gul jättestjärna av spektralklass K2-3 III. Den har en massa som är ca 3 solmassor, en radie som är ca 21 solradier och har ca 248 gånger solens utstrålning av energi från dess fotosfär vid en effektiv temperatur av ca 4 500 K.
Variationen i omloppshastighet i HD 44780 noterades först under en studie vid Mount Wilson-observatoriet 1952. Den är en dubbelsidig spektroskopisk dubbelstjärna med en omloppsperiod på 1,581 år och en excentricitet på 0,24. Båda stjärnorna är liknande, åldrande jättestjärnor i en relativt sällsynt kombination. Deras kombinerade spektrum matchar spektralklass K2 III med följeslagaren av en något tidigare typ än primärstjärnan. De har en ålder av omkring 400 miljon år och en massa av 3,10 respektive 3,02 solmassor.